# Nihon Falcom
Nihon Falcom Corporation (яп. 日本ファルコム株式会社, Nihon farukomu kabushiki kaisha) — японський розробник відеоігор, найбільш відомий своїми серіями Ys, The Legend of Heroes та Trails. Їй приписують новаторство в жанрах екшен-RPG та японської рольової гри (JRPG), а також популяризацію використання персональних комп’ютерів у Японії.

## Історія

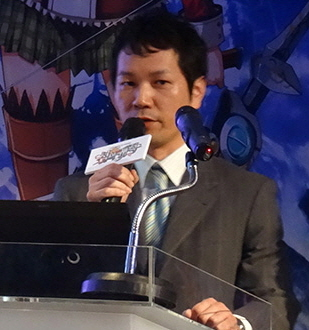
Президент компанії Тошихіро Кондо, 2014 рік

Nihon Falcom була заснована Масаюкі Като у 1981 році. Їй приписують закладання основ жанрів екшен-RPG та японської рольової гри (JRPG). Назва Falcom походить від Millennium Falcon (Тисячолітній сокіл), при цьому останню літеру n замінили на m, щоб відповідати тенденціям іменування того часу. Слово Nihon (одна з автохтонних назв Японії) було додане для того, щоб назва звучала більш повно.
Першою рольовою грою Falcom стала Panorama Toh, випущена для PC-8801 у 1983 році. Її створив Йошіо Кія, який згодом став автором серій Dragon Slayer та Brandish. Хоча рольові елементи в грі були обмежені — не було традиційної статистики чи системи рівнів — вона містила бій у реальному часі з використанням зброї (пістолета), що наближало її до формули екшен-RPG, за яку пізніше стане відомою Falcom. Події гри відбувалися на безлюдному острові, мапа якого була представлена у вигляді гексагональної сітки, з наявністю циклу день-ніч. Гравець міг взаємодіяти з місцевими NPC: нападати, розмовляти або давати їм гроші в обмін на предмети — хоча NPC могли втекти з грошима. Для виживання на острові потрібно було знаходити й споживати пайки, адже будь-яка звичайна дія витрачала очки здоров’я. На острові були також пастки, для виходу з яких потрібно було кликати на допомогу й чекати NPC. Гравця могли вкусити отруйні змії, що викликало параліч — потрібно було або ліки, або допомога NPC.
Згодом Falcom створила свої флагманські серії — Dragon Slayer, The Legend of Heroes та Ys. Оригінальна Dragon Slayer заклала основу жанру екшен-RPG. Dragon Slayer II: Xanadu (1985) продалася тиражем понад 400 000 копій, що зробило її найпродаванішою ПК-грою на той час.
Хоча більшість ігор Falcom були портовані на різні ігрові консолі всіх поколінь, сама компанія розробила лише кілька відеоігор безпосередньо для консолей. Рішення зосередитись переважно на розробці для ПК, а не консолей, відрізняло їх від головних конкурентів — Enix та Square, однак це обмежило популярність Falcom на Заході та стримувало її зростання у 1990-х роках. На початку 2010-х серія Ys поступалася за кількістю релізів лише серії Final Fantasy серед японських RPG-франшиз.
Falcom також була піонером у сфері музики для відеоігор, а також однією з перших компаній, яка почала продавати музику з відеоігор окремо. Її ранні саундтреки здебільшого створювали чиптюн-композитори Юзо Кошіро та Мієко Ішікава.